# Камілліанці
Камілліанці, Орден регулярних кліриків — служителів хворих (лат. Ordo Clericorum Regularium Ministrantium Infirmis, MI) — чернечий орден Римсько-католицької церкви, заснований у 1584 році святим Каміллом де Леллісом у Римі.

## Організація
У 2004 році орден налічував 1071 ченців, з них 677 — священники (у кінці 2005 — 1126 та 679 відповідно). Ордену належать 157 домів. Діяльність ордену спрямована виключно на медичну допомогу хворим та соціальну допомогу неблагополучним верствам населення. Камілліанці працюють при лікарнях (в тому числі у тих, що належать ордену), госпісах, притулках. Протягом історії камілліанці також надавали допомогу пораненим на полях битв. У Римі орденом заснований Міжнародний інститут пастирського богослов'я та охорони здоров'я. При ордені існує Камілліанська служба соціальної допомоги, що допомагає бездомним і незаможним. Одяг камілліанців чорного кольору з нашитим на нього червоним хрестом.

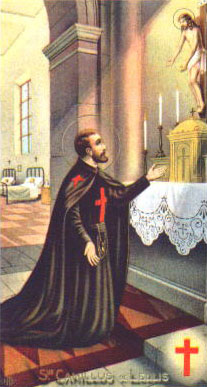
Св. Камілл де Лелліс в одежі монаха-камілліанця

## Історія
Святий Камілл де Лелліс спочатку створив товариство допомоги хворим. Через два роки після заснування правила Товариства служіння хворим були затверджені папою римським Сикстом V, а в 1591 році папа Григорій XIV звів суспільство в статус чернечого ордену. Камілліанці поряд із трьома традиційними чернечими обітами давали четвертий — обіт служіння хворим. У тому ж році Камілл де Лелліс прийняв урочисті обіти разом з 25 колегами і став першим настоятелем ордена. Перші сто років брати ордена працювали лише в лікарнях Італії. Прославилися вони тим, що не відмовлялися доглядати навіть за хворими смертельно небезпечними хворобами під час епідемій. Камілліанці також доглядали за безнадійно хворими, намагаючись втішити їх і полегшити муки, що принесло їм народне прізвисько «батьки благої смерті». У 1614 році орден нараховував 299 ченців у 17 монастирях. У 1693 році була заснована провінція камілліанців у Іспанії, а в XVIII столітті їх діяльність поширилася на Новий Світ. У часи Наполеона камілліанці були заборонені, однак після його падіння діяльність ордена була відновлена. У XIX столітті камілліанці несли служіння майже у всіх країнах Європи, в Азії, Африці та Америці. Більше 200 камілліанцев загинули від заразних хвороб і куль на полях битв, де вони надавали допомогу пораненим.

## Жіноча гілка
Існують дві жіночі конгрегації, пов'язані з орденом камілліанців:
- Конгрегація дочок св. Камілла, заснована в 1892 році (798 черниць у 2002 році) і
- Конгрегація служительок хворих св. Камілла, заснована в 1841 році (302 черниці в 2002 році)

## Поширення
На даний час монахи цього ордену є наявні в Європі (Австрія, Франція, Німеччина, Ірландія, Італія, Нідерланди, Польща, Велика Британія, Іспанія, Угорщина), Америці (Аргентина, Болівія, Бразилія, Чилі, Колумбія, Еквадор, Гаїті, Мексика, Перу, США), Африці (Бенін, Буркіна Фасо, Кенія, Мадагаскар, Танзанія, Того, Уганда), Азії (Вірменія, Філіппіни, Грузія, Індія, Тайвань, Таїланд, В'єтнам) та Австралії. Генеральним штабом є Церква Св. Марії Магдалени в Римі.